# Taphozous longimanus
Taphozous longimanus är en insektsätande småfladdermusart som beskrevs av Thomas Hardwicke (1756–1835) år 1825. Dess artnamn på engelska, long-winged tomb bat, betyder "långvingad gravfladdermus", och på tyska, Langarmige Grabfledermaus, betyder "långarmad gravfladdermus".
Taphozous longimanus ingår i släktet gravfladdermöss (Taphozous) och familjen frisvansade fladdermöss (Emballonuridae). IUCN kategoriserar arten globalt som livskraftig. Inga underarter finns listade i Catalogue of Life. Wilson & Reeder (2005) skiljer mellan fyra underarter.
Denna fladdermus blir 7 till 9 cm lång (huvud och bål) och den har en vingspann på 40 cm. Underarmarnas längd ligger vid 6 cm. Hos vuxna exemplar är ovansidan täckt av kort och tät rödbrun päls och undersidans päls är ljusare. Ungar har däremot en gråaktig päls. Liksom hos andra släktmedlemmar förekommer ett säckformigt organ med en körtel på den smala vingen. Dessutom har hannar ett liknande organ på strupen. Honor har istället en mindre hudveck på strupen.
Arten förekommer i södra och sydöstra Asien från Indien till Kambodja och söderut till Borneo och Flores. Den lever i låglandet och i bergstrakter upp till 1200 meter över havet. Habitatet varierar mycket och kan vara torr eller fuktig.
Individerna vilar i grottor, i tunnlar, i trädens håligheter och i byggnader. Vid viloplatsen är de ensam eller de bildar kolonier med några hundra medlemmar. Taphozous longimanus jagar olika flygande insekter.
I området kring staden Varanasi i Indien har honor två kullar per år. Den första parningen sker i januari och ungen föds under april eller maj. Lite senare parar sig honan igen och den andra kullen föds i augusti. I andra områden, till exempel kring Nagpur, sträcker sig fortplantningstiden över hela året.